# Erny-Saint-Julien
Erny-Saint-Julien (niederländisch: Erni)  ist eine französische Gemeinde mit 337 Einwohnern (Stand 1. Januar 2022) im Département Pas-de-Calais in der Region Hauts-de-France (vor 2016: Nord-Pas-de-Calais). Sie gehört zum Arrondissement Saint-Omer und zum Kanton Fruges. Die Einwohner werden Ernysiens genannt.

## Lage
Die Gemeinde Erny-Saint-Julien liegt an der oberen Laquette im Artois, zwölf Kilometer südwestlich von Aire-sur-la-Lys und 18 Kilometer südlich von Saint-Omer. Nachbargemeinden von Erny-Saint-Julien sind Enquin-lez-Guinegatte im Norden und Osten, Fléchin im Südosten, Bomy im Südwesten und Westen sowie Delettes im Nordwesten.

## Bevölkerungsentwicklung
| Jahr                       | 1962 | 1968 | 1975 | 1982 | 1990 | 1999 | 2007 | 2014 | 2022 |
| Einwohner                  | 376  | 348  | 317  | 312  | 301  | 289  | 286  | 331  | 337  |
| Quellen: Cassini und INSEE |      |      |      |      |      |      |      |      |      |

## Sehenswürdigkeiten
- Kirche Saint-Julien aus dem 19. Jahrhundert

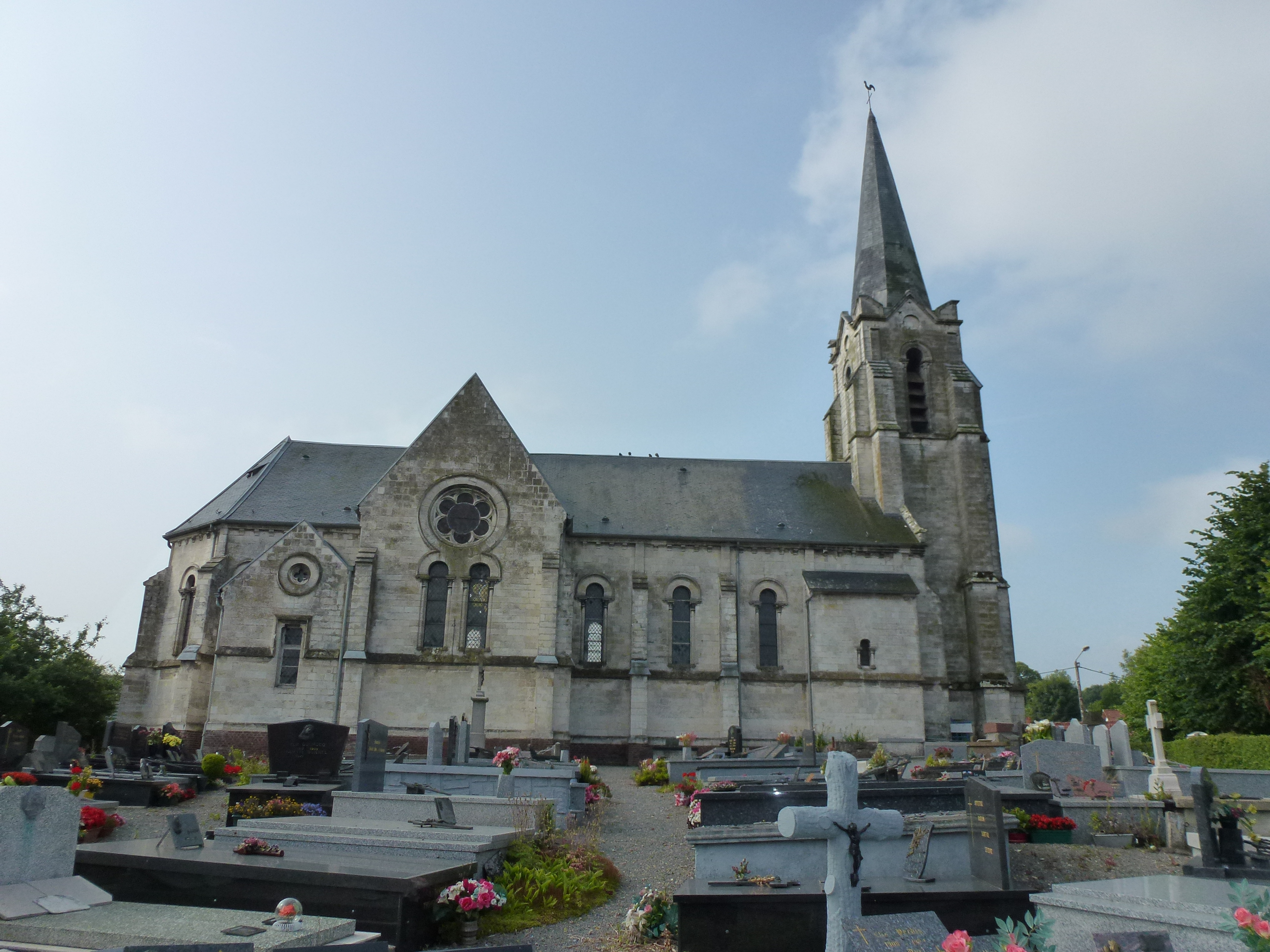
Kirche Saint-Julien
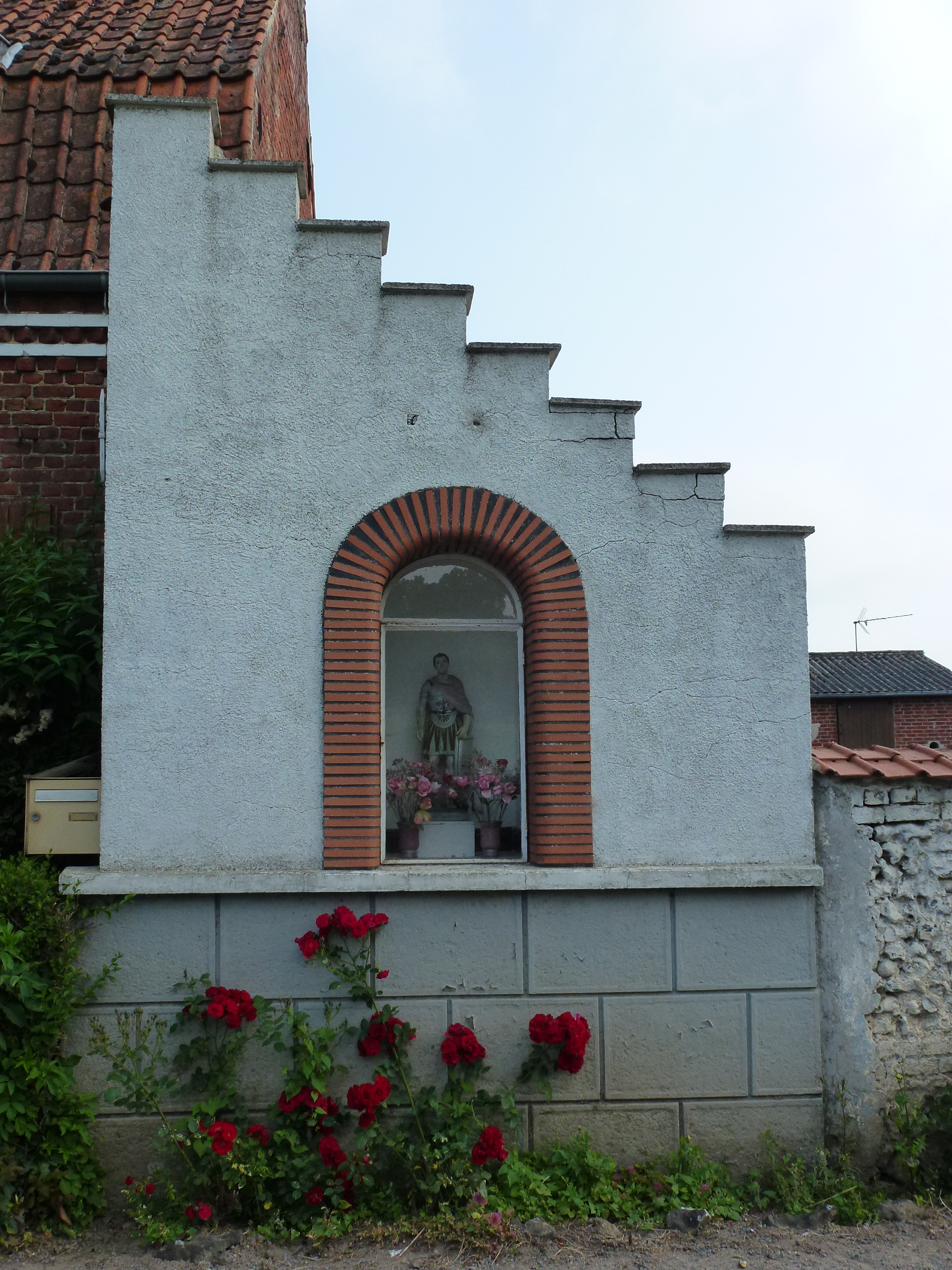
Kapelle Saint-Julien
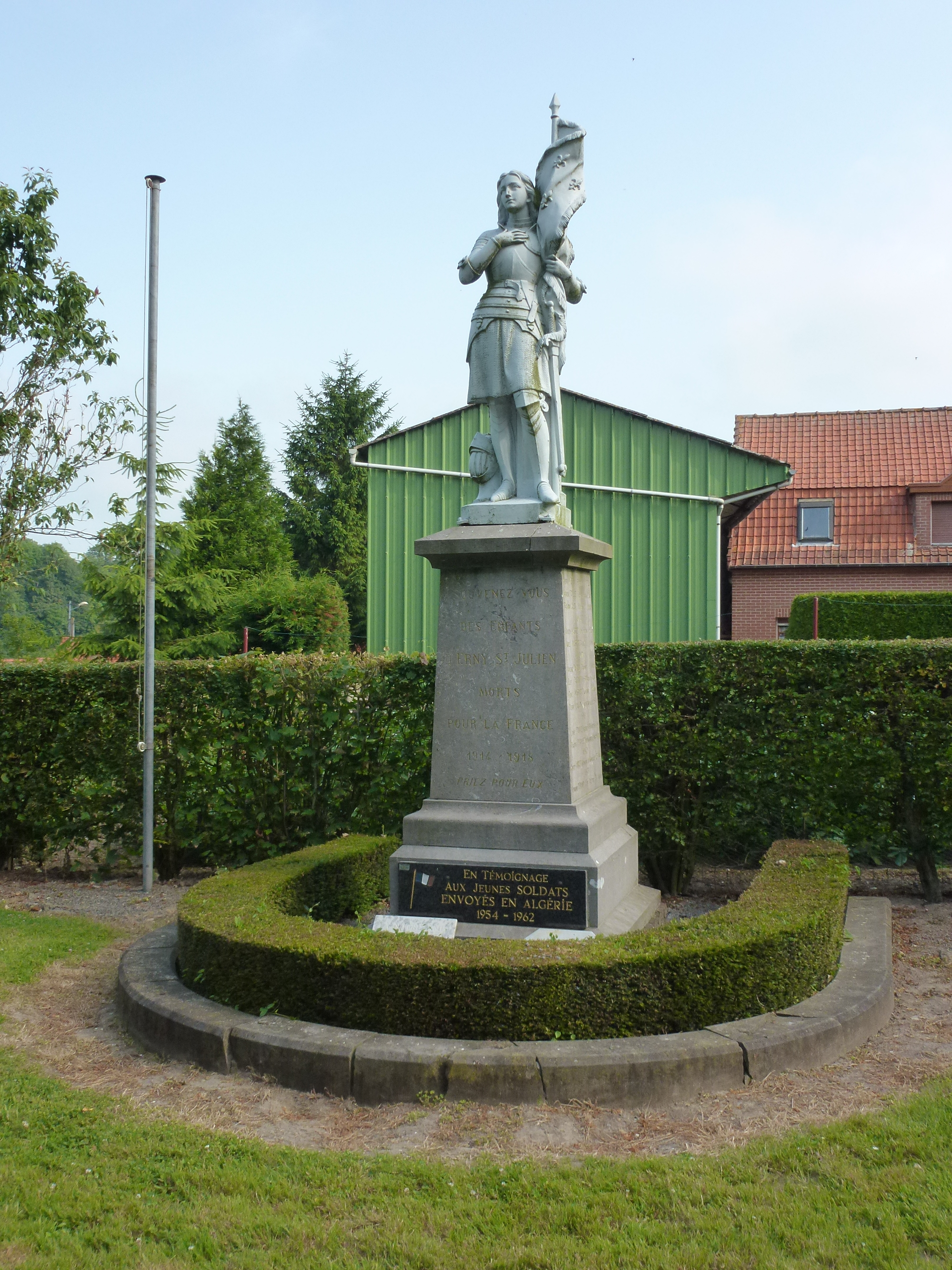
Gefallenendenkmal

## Belege
1. ↑  De Nederlanden in Frankrijk, Jozef van Overstraeten, 1969